# Masatoshi Aki
Masatoshi Aki (japanisch 安藝 正俊 Aki Masatoshi; * 9. Juli 1990 in Koganei) ist ein ehemaliger japanischer Fußballspieler.

## Karriere
Aki erlernte das Fußballspielen in der Schulmannschaft der Kashima Gakuen High School und der Universitätsmannschaft der Gakugei-Universität Tokio. Seinen ersten Vertrag unterschrieb er 2013 beim SC Sagamihara. Der Verein spielte in der dritthöchsten Liga des Landes, der Japan Football League. Am Ende der Saison 2013 stieg der Verein in die J3 League auf. Für den Verein absolvierte er 38 Ligaspiele. Im Juli 2016 wechselte er zu Vonds Ichihara. 2018 wechselte er zu Okinawa SV. 2019, 2020, 2021 und 2022 wurde er mit Okinawa Meister der Kyushu Soccer League. 2022 stieg er mit dem Verein in die vierte Liga auf. Nach insgesamt 85 Ligaspielen, in denen er 10 Treffer erzielte, beendete er nach der Saison 2024 seine Karriere als Fußballspieler.

## Erfolge
Okinawa SV
- Kyushu Soccer League: 2019, 2020, 2021, 2022